# Mercato Zegyo

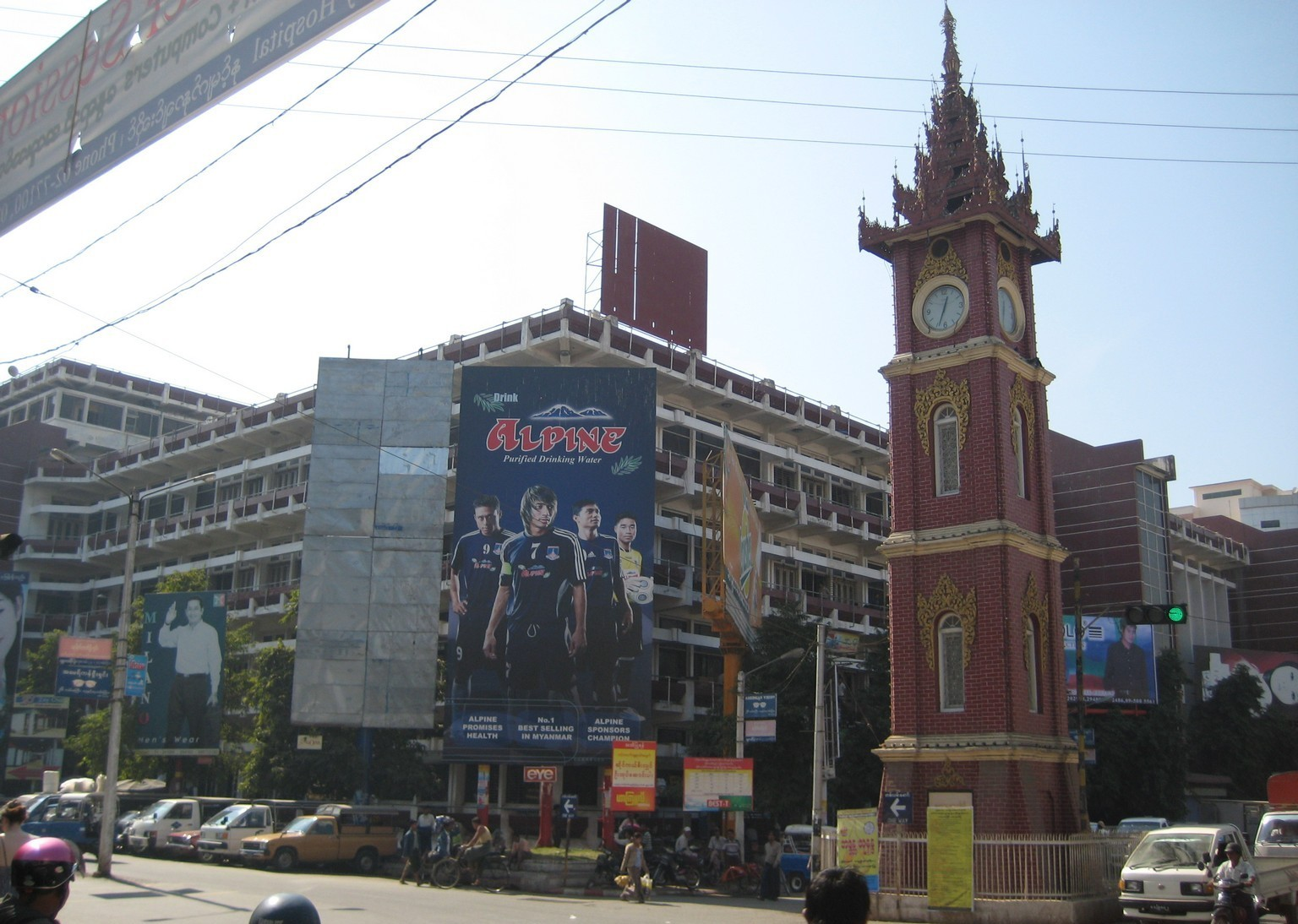

Il mercato Zegyo (in birmano ဈေးချို) è il più antico e più importante mercato della città birmana di Mandalay.

## Storia
Il mercato Zegyo, che si estende su 4,86 ettari, fu fondato durante il regno del re Mindon Min nel XIX secolo. Le merci che circolavano più frequentemente erano fagioli, agrumi, cotone, noci, cipolle, riso, tabacco e grano, ma anche non alimentari, ad esempio gioielli e prodotti artigianali come ricami in argento e oro. Nell'ultimo decennio dell'Ottocento, un incendio distrusse il mercato, che venne ricostruito sei anni dopo, ma venne nuovamente devastato durante la Seconda guerra mondiale. Negli anni 1990, la struttura risalente all'era coloniale fu abbattuta e sostituita da un centro commerciale in stile cinese.